# Maria Annunciata av Österrike
Maria Annunciata av Österrike, född 1876, död 1961, var en österrikisk ärkehertiginna. 
Hon gifte sig aldrig. Hon var furstinne-abbedissa i Theresianisches Adeliges Damenstift i Prag mellan 1894 och 1919. 